# Országos Frédéric Joliot-Curie Sugárbiológiai és Sugáregészségügyi Kutató Intézet
Az Országos „Frédéric Joliot-Curie” Sugárbiológiai és Sugáregészségügyi Kutató Intézet vagy rövidítéssel OSSKI minisztériumi irányítás alá tartozó, 1957-től 2015-ig működött tudományos intézet volt Budapest XXII. kerületében, Budafokon.
A magyarországi sugárbiológiai kutatások a második világháborút követően indultak meg az Eötvös Loránd Rádium és Röntgen Intézetben, amelyet később továbbfejlesztettek, és 1953-ban az Országos Onkológiai Intézet szervezeti része, Sugárbiológiai Osztálya lett. Kormányrendelettel ebből az osztályból alakult meg 1957. január 1-jén az Egészségügyi Minisztérium alá tartozó Központi Sugárbiológiai Intézet, amelyet a budafoki Törley-kastélyban helyeztek el. Nevét 1963-ban változtatták Országos „Frédéric Joliot-Curie” Sugárbiológiai és Sugáregészségügyi Kutató Intézetre, amelynek hivatalos rövidítése OSSKI lett.
Fő profilja a sugárbiológiai kutatások szervezése, emellett az országos sugárvédelmi, munkahelyi és környezeti sugáregészségügyi hálózat szakmai képzése és irányítása, munkájának koordinálása, valamint az országos sugáregészségügyi és felsőfokú sugárvédelmi továbbképzés. Az Intézet 1990 után a Népjóléti Minisztérium, majd a Szociális és Egészségügyi Minisztérium (SZEM), illetve 2007. január 1-jétől az Állami Népegészségügyi és Tisztiorvosi Szolgálat (ÁNTSZ) irányítása alá tartozott. 2015. április 1-je óta a Nemzeti Népegészségügyi Központ égisze alatt, annak Sugárbiológiai és Sugáregészségügyi Főosztályaként végzi tevékenységét.
A Kutatóintézet igazgatói (valamennyien orvosok):
- Várterész Vilmos (1957–1972)
- Predmerszky Tibor (1972–1974)
- Sztanyik B. László (1974–1997)
- Köteles György (1998–2004)
- Pellet Sándor (2004–2007)
- Turai István  (2007–2011)
- Sáfrány Géza  (2011–2015)